# Harpactocrates trialetiensis
Harpactocrates trialetiensis là một loài nhện trong họ Dysderidae.
Loài này thuộc chi Harpactocrates. Harpactocrates trialetiensis được miêu tả năm 1997 bởi Mcheidze.